# بروکلین، نیو ساوت ولز
بروکلین (به انگلیسی: Brooklyn) یک شهرک در استرالیا است که در نیو ساوت ولز واقع شده‌است.